# Division d'infanterie Dresden
La division d'infanterie Dresden (en allemand : Infanterie-Division Dresden) est une des divisions d'infanterie de l'armée allemande (Wehrmacht) durant la Seconde Guerre mondiale.

## Historique
La division d'infanterie Dresden est créée le 7 mars 1945 à Dresde dans le Wehrkreis IV en Saxe en tant que schattendivision avec deux régiments de deux bataillons.
Le 10 mars 1945 la division d'infanterie de Dresde est utilisée pour le rétablissement de la 6e Volksgrenadier Division.
La division Dresden est dissoute le 29 mars 1945 après l'achèvement de son intégration.

## Ordres de bataille
- Grenadier-Regiment 1 Dresden qui deviendra le Régiment Grenadier 18 dans la 6e Volksgrenadier Division
- Grenadier-Regiment 2 Dresden qui deviendra le Régiment Grenadier 37 dans la 6e Volksgrenadier Division
- Artillerie-Abteilung Dresden
- Pionier-Kompanie Dresden